# كامبرلي
تقع بلدة كامبرلي في مقاطعة سري بإنجلترا على بعد 31 ميل (50 كم) جنوب غرب وسط لندن بين الطريقين السريعين M3 و M4. تقع البلدة في أقصى غرب المقاطعة، بالقرب من حدود هامبشاير وباركشير؛ حيث تتقاطع الحدود على الحافة الغربية للمدينة، وتلتقي المقاطعات الثلاث على الطريق الوطني A30. إنها المدينة الرئيسية في قصبة مرج مقاطعة سري. وتشمل ضواحي كامبرلي كراولي هيل، يوركتاون، دياموند ريدج، هيثرسايد، وأولد ديان.

## التاريخ
قبل القرن التاسع عشر، كان يُشار إلى المنطقة التي تشغلها كامبرلي الآن باسم باجشوت أو مرج فريملي. وكان العصر الحديدي حصنًا متحرراً من بين العديد من الأمثلة المعروفة باسم معسكر قيصر في شمال هذه المنطقة بجانب الطريق الروماني الذي يُدعى طريق الشيطان.تصف التحفة الفضولية، التي نُشرت عام 1724، مجموعة من الفخار الروماني حول المنطقة، وتم اكتشاف مجموعة أخرى في فريملي جرين في أواخر القرن العشرين. أما في العصور الوسطى، كانت المنطقة جزءًا من غابات وندسور.
في القرن السابع عشر، كانت المنطقة الواقعة على طول الطريق السريع عبر مرج باجشوت (المعروفة الآن باسم A30) تُعرف بمطاردة رجال الطرق السريعة، مثل ويليام ديفيز - المعروف أيضًا باسم جولدن فارمر - وكلود دوفال. ظلت الأرض غير مستغلة إلى حد كبير وغير مزروعة بسبب التربة السطحية الرملية مما يجعلها غير صالحة للزراعة.في جولة عبر جزيرة بريطانيا العظمى بأكملها، والتي كتبت بين عامي 1724 و1726، وصف دانييل ديفو المنطقة بأنها جرداء ومعقمة؛ «علامة على الاستياء العادل الذي أبدته الجنة على فخر الإنجليز... فظيعة ومخيفة أن ننظر إليها، ليست جيدة للقليل فحسب، بل جيدة من أجل لا شيء». تم بناء برج من الطوب على قمة النول في سبعينيات القرن السابع عشر، على يد جون نورس، ربما تم استخدامه للاتصالات ولكن لا يوجد دليل قوي. تعرف الآن بقايا المسلة.

## الجغرافية
تقع كامبرلي في أقصى غرب مقاطعة سري، بجوار حدود منطقة مرج هامبشاير وغابة براكنيل في بيركشاير. حيث تقع مباشرة بين الطريق الوطني A30 والطريق السريع M3 (مخرج تقاطع 4). وتقع على الحافة الشمالية لمدينة وادي الماء الأسود، على بعد 5 أميال (8.0 كم) إلى الشمال من فارنبورو، و 8 أميال (13 كم) جنوب براكنيل و 17 ميلاً (27 كم) شرق باسينستوك.

## الاقتصاد
يستضيف وسط مدينة كامبرلي مركز تسوق السكوير والذي كان على شكل مربع (المعروف سابقًا باسم مول)، والذي تم بناؤه حول الساحة الرئيسية. هذا هو تطور أواخر الثمانينات من القرن الماضي. ترتكز عليه متاجر مثل هاوس أوف فريزر. يوجد في الشارع العلوي عدد من المحلات التجارية بالإضافة إلى الحانات والنوادي، والكثير منها هو إضافات أكثر حداثة. يوجد عدد من شوارع التسوق الثانوية، بما في ذلك شارع المنتزة وطريق الأميرات وأجزاء من شارع لندن. من المقرر أن يتحسن وسط مدينة كامبرلي لأنه يخضع لمشروع تجديد من قبل المجلس.

## الحضارة

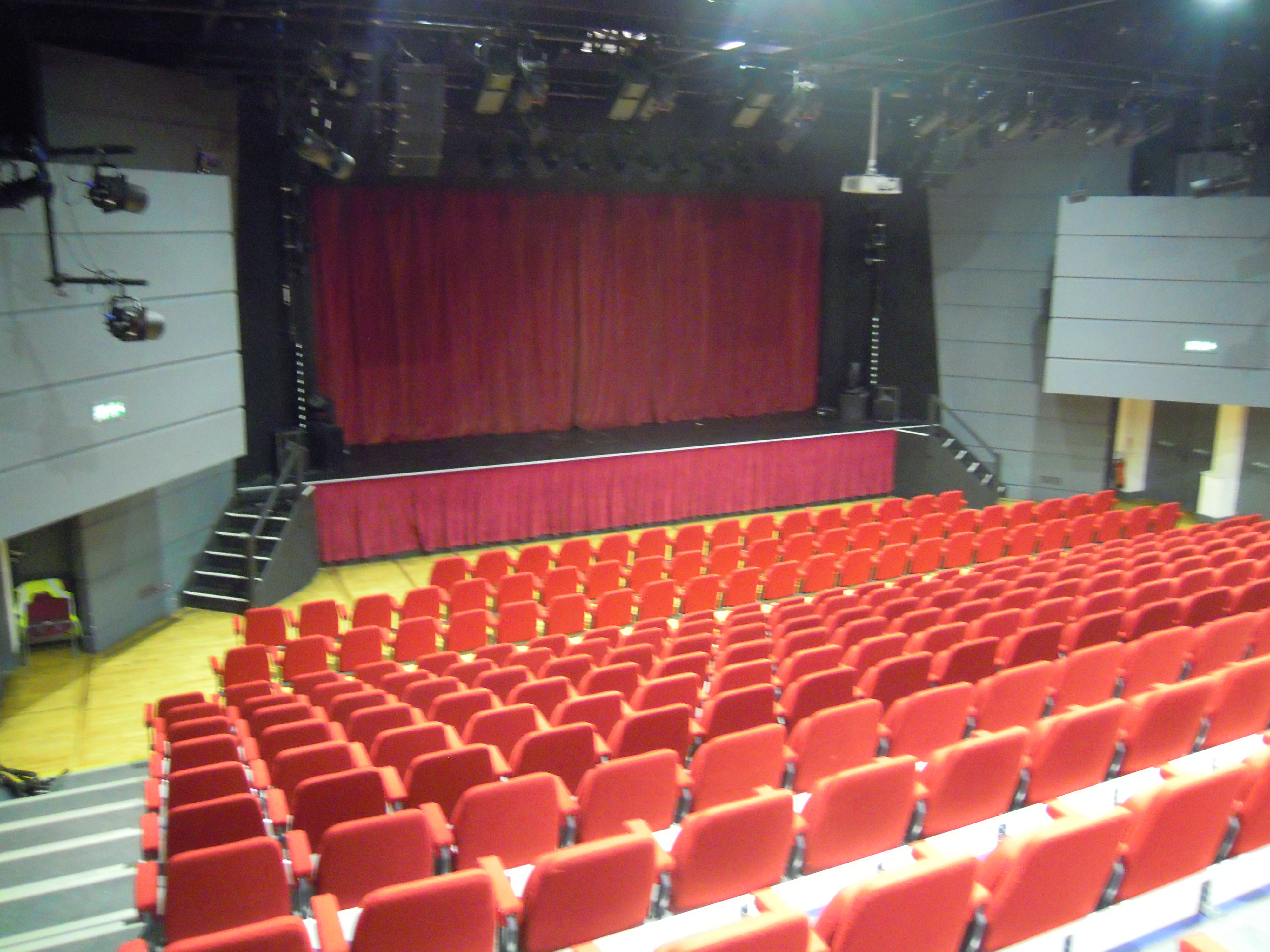
قاعة مسرح كامبرلي

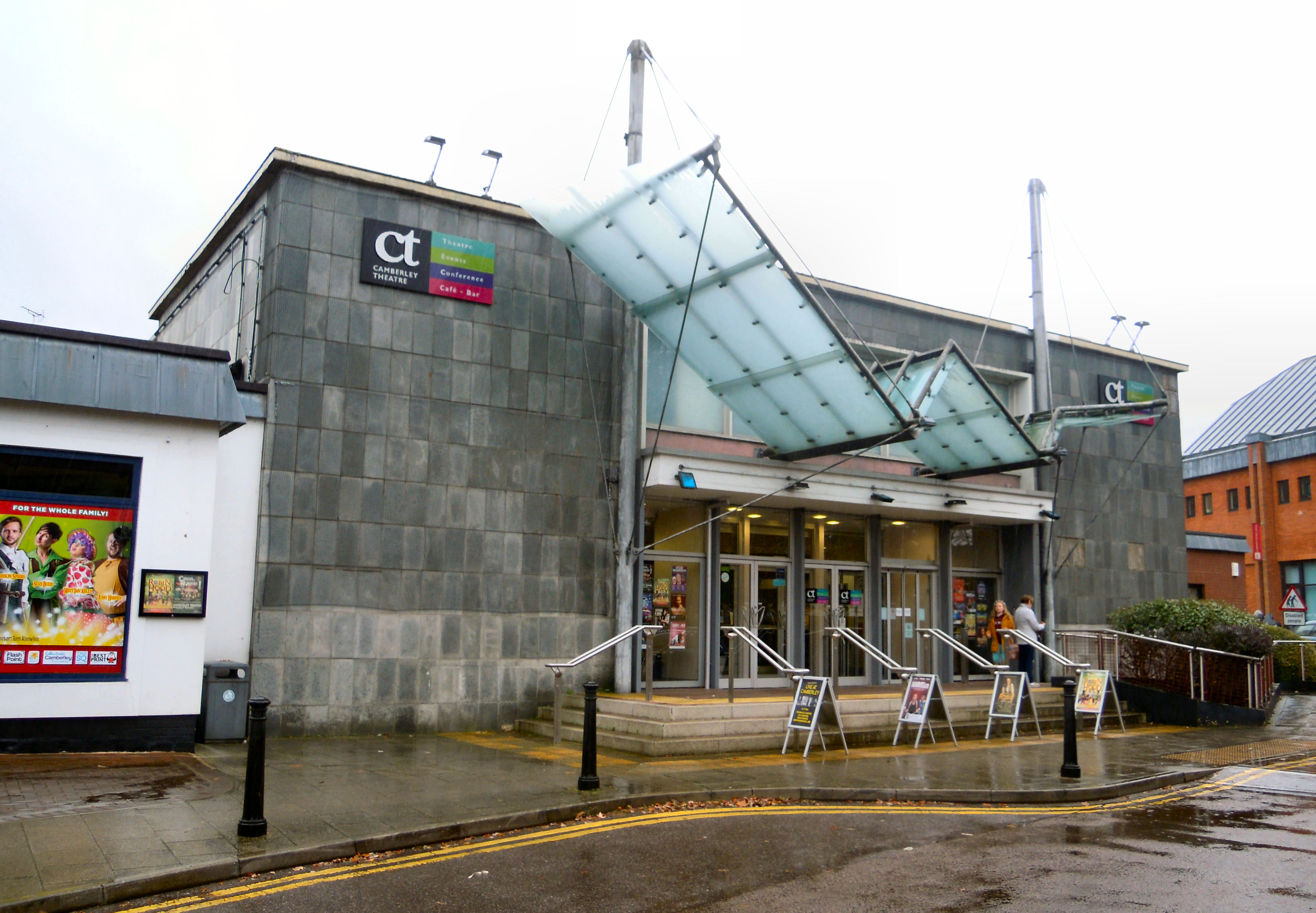
مسرح كامبرلي في 2019

لدى البلده مكتبة عامة ومتحف وسينما ومسرح وهو موطن لمكاتب مجلس قصية مرج مقاطعة سري. تم افتتاح سينما فيو في مشروع تطوير Atrium في أواخر عام 2008، وهو العام الذي تلاشت فيه السينما القديمة التي تملَكتها سينما روبن، وفي شارع طريق لندن على بعد مسافة قصيرة من وسط المدينة، بعد أن أغلقت أبوابها في عام 2003.